# Шахта №6 Капитальная

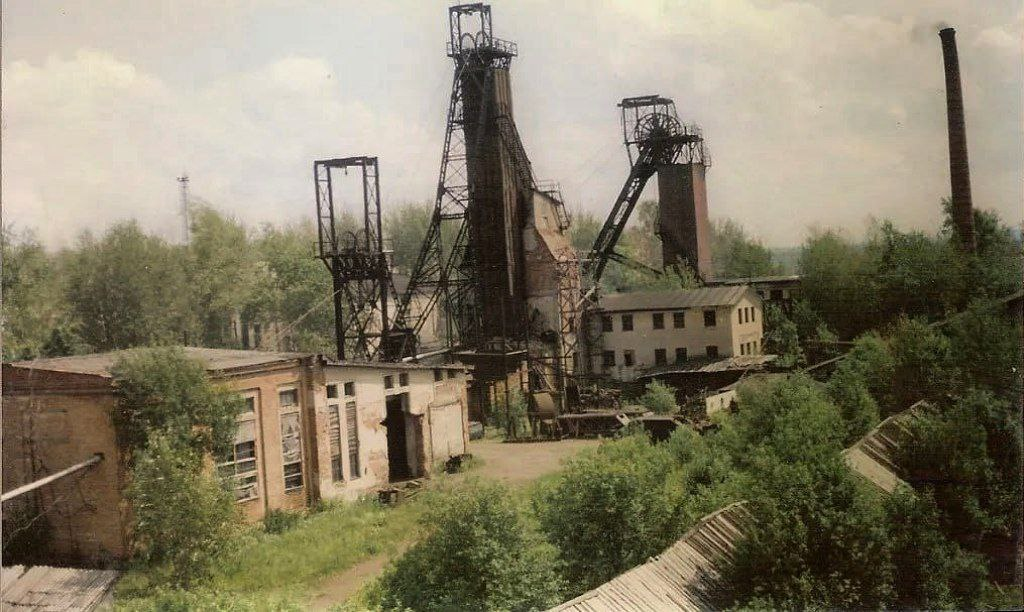
Шахта «Северная», 1997 г.

Шахта № 6 Капитальная (шахта «Северная») — угледобывающее предприятие в п. Шахта, города Кизела, Пермского края. Была сдана в эксплуатацию в январе 1942 году. Входила в состав треста «Кизелуголь» Кизеловского угольного бассейна.
Шахта № 6 «Капитальная» в 1940-е годы была одним из основных предприятий «Кизелугля». Коксующийся уголь, добываемый на шахте, использовался во время войны для производства рессорной стали, которая изготавливалась на металлургическом заводе в г. Чусовом.
В 1954 году к шахте № 6 «Капитальная» была присоединена шахта «Владимирская № 1», а в 1962 году от шахты им. Володарского была передана шахта им. Демьяна Бедного.

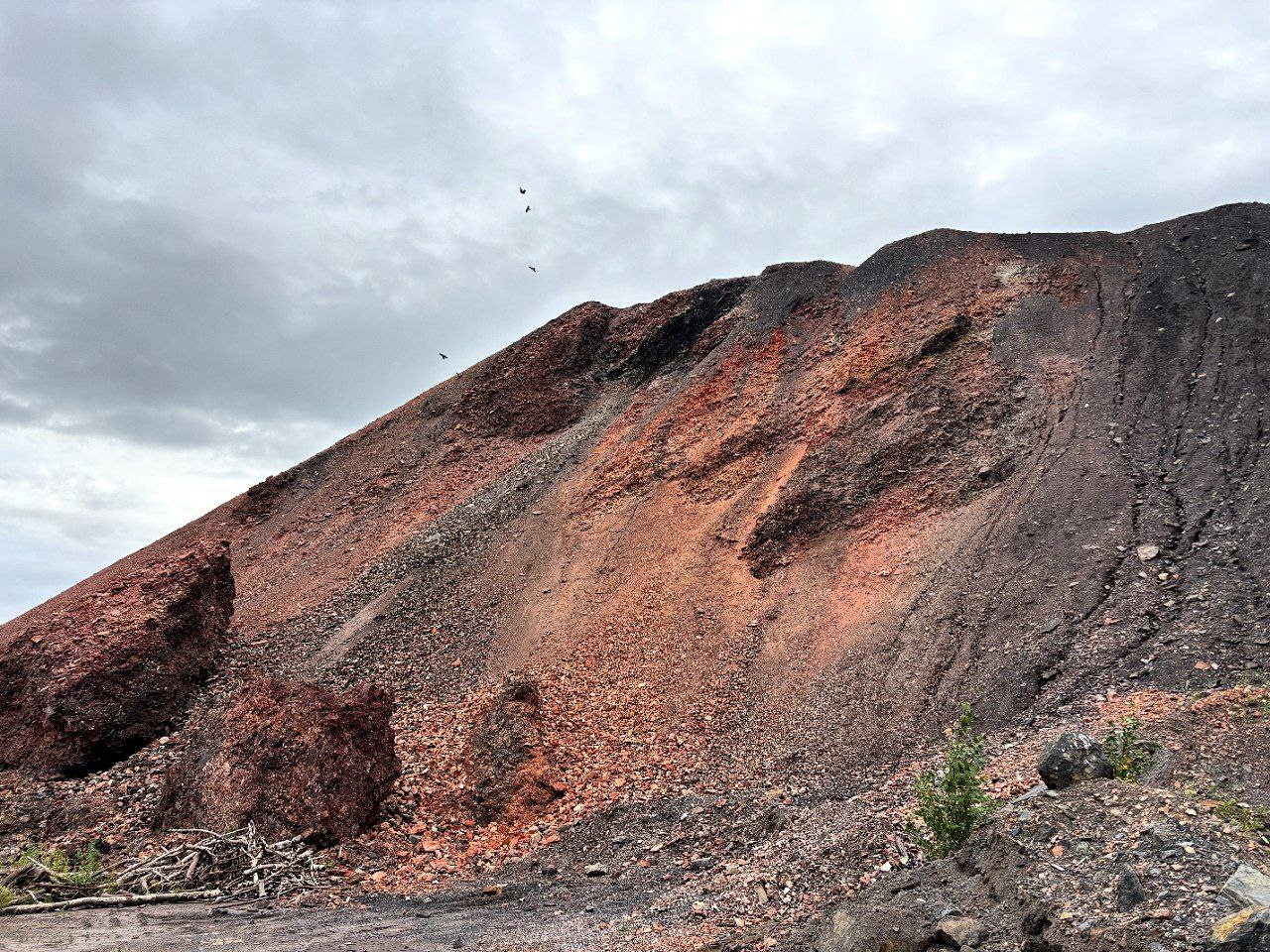
Террикон шахты «Северная»

В январе 1970 года шахта № 6 «Капитальная» была переименована в шахту «Северная».
В 1990-е годы производительность шахты упала до 350 тысяч тонн угля в год. В связи с реструктуризацией и ликвидацией убыточных шахт Кизеловского угольного бассейна, шахта «Северная» была закрыта 1 января 1998 года приказом о ликвидации шахты «Северная» ОАО «Кизелуголь» № 53 от 17.04.1998 г.
Быстрыми темпами шахтные постройки были полностью снесены.

## Особенности шахты
В 1950-е годы шахта № 6 «Капитальная» считалась высокомеханизированным и производительным предприятием. Под землей располагался настоящий «подземный город». Глубина отработки составляла порядка 800 метров, а площадь шахтного поля более 3 км². Проектная годовая производительность шахты закладывалась более 2,5 млн тонн угля. В капитальном откаточном штреке шахты № 6 «Капитальная».

На шахте разрабатывались угольные пласты мощностью 0,7-0,9 метра, гипсометрия пласта была не выдержанная.

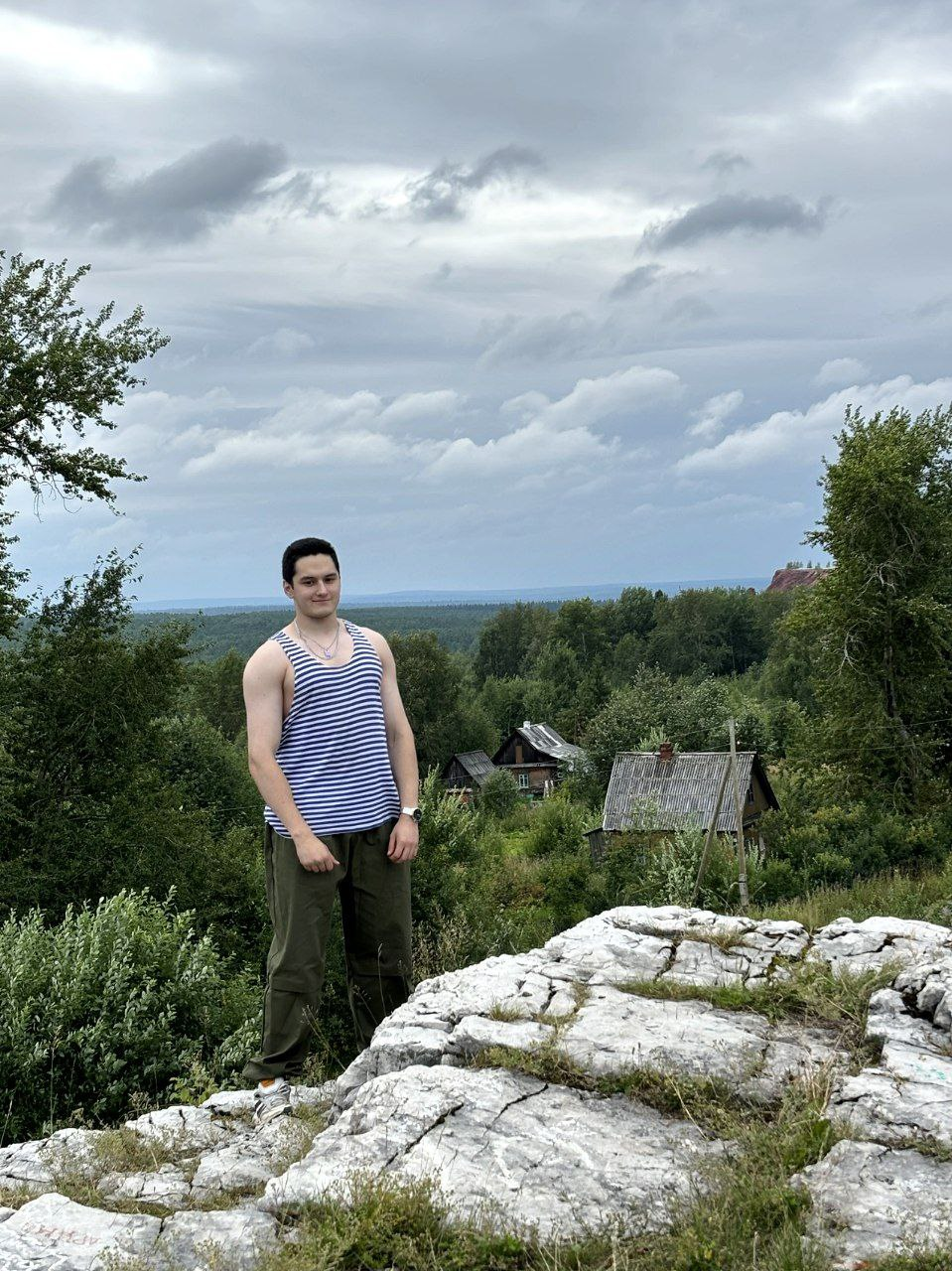
Вид с пещеры «Виашерская» на террикон шахты «Северная»

В забоях работали врубовые машины КМП-1, МВ-60, врубово-погрузочные машины ВПН-1 и комбайны «Донбасс». На подготовительных работах применялись породопогрузочные машины УМП-1.
Шахтой № 6 «Капитальная» разрабатывали угольный пласт мощностью до 1 м залегающий под углом 5-12°. Сначала в пласте угла делался вруб, далее производилась отпалка и отбитый уголь грузился на скребковые конвейеры СКР-11. На уклонах работали мощные конвейеры КРУ-250, впервые введенные в 1952 году на одном из уклонов.
После того как угольные терриконы стали самовозгораться, то перешли на плоские отвалы.
Шахта занимала одно из первых мест по водопритоку среди угольных шахт СССР. Мощные насосные установки круглосуточно откачивали из шахты объём более 1000 м³/час грунтовых вод. Таким образом, на каждую тонну добытого угля приходилось откачивать 24 тонны воды.
По предложению главного геолога треста «Кизелуголь» Н. Х. Логинова в шахту был проложен водопровод протяжением 1600 метров, через который осуществлялся водозабор для хозяйственно-питьевых нужд поселка № 1. В этом случае шла речь лишь о водах карстового происхождения.
Основной водоприток из выработок представлял собой воду кислотного состава. Для насосных в такой агрессивной среде применяли хромоникелевые сплавы, а трубопроводы футеровались бетоном.
Особую опасность для горняков представляли газы и нефтяные выделения. Из-за высокой взрывоопасности смеси паров нефти и газов шахта была отнесена к сверхкатегорийным.